# Musikverlag
Der Musikverlag (englisch music publisher) ist in der Medienwirtschaft ein zu den Medienunternehmen gehörender Verlag, der Verlagsrechte von Musikwerken akquiriert, verwaltet, sie bei der Verwertungsgesellschaft registrieren lässt und sie Tonträgerunternehmen zur Veröffentlichung anbietet.

## Allgemeines
Die Urheber von Werken der Literatur, Wissenschaft und Kunst genießen gemäß § 1 UrhG für ihre Werke Urheberrechtsschutz, weil Musikwerke zur Kunst gehören und deshalb dem Urheberrechtsschutz unterliegen. Die Urheber sind Komponisten (Melodie) und Liedtexter (Text), die ihre Urheberrechte jedoch nicht selbst wahrnehmen können. Den Urhebern steht gegenüber den Nutzern der Werke eine Vergütung zu, deren Ansprüche gemäß § 54h UrhG nur durch eine Verwertungsgesellschaft geltend gemacht werden können. Diese rechnet aber nicht mit den Urhebern, sondern mit den Musikverlagen ab. 
Musikverlage können in Verlage der Unterhaltungsmusik (U-Verlage) und Verlage der ernsten Musik (E-Verlage) unterteilt werden. E-Musikverlage erwirtschaften einen Großteil ihrer Umsätze aus Notendruck und Papiergeschäft (Musikalien).

## Aufgaben
Ein Musikverlag ist ein Unternehmen, das „Musikkompositionen mit kommerziellem Marktpotenzial von Urhebern sucht, Vertragsverhandlungen mit diesen führt, die Urheberrechte erwirbt und das Management der Musikstücke für einen bestimmten Zeitraum übernimmt“. Der Musikverlag bildet die Schnittstelle zwischen Komponisten und Liedtextern einerseits und den Verbrauchern, Tonträgerunternehmen und Verwertungsgesellschaften andererseits. Wesentliche Aufgaben sind die Beschaffung von erfolgversprechenden Musikwerken (englisch song plugging), der Abschluss eines Verlagsvertrages mit den Urhebern, das Marketing der Musikwerke bei einem geeigneten Tonträgerunternehmen sowie der Buchdruck von Notenblättern und sonstigen Fachbüchern über Musik. Zudem ist der Musikverlag auch zuständig für die Lizenzerteilung an ausländische Medienunternehmen. Ferner unterstützt er das Marketing und die Musikpromotion bei Tonträgerunternehmen.
Einige Musikverlage diversifizierten ihren Aufgabenbereich, indem sie eigene Tonstudios errichteten. Zu den ersten produzierenden Verlegern gehörten Ralph Maria Siegel und Will Meisel, die 1960 eine Produktionsfirma gründeten. Sohn Peter Meisel gründete mit Bruder Thomas 1962 die Hansa Musik Produktion.

## Geschichte
Musikverlage hatten sich früher auf die Vermarktung von Notenblättern (englisch sheet music) spezialisiert. Erst die Erfindung des Buchdrucks durch Johannes Gutenberg um 1440 ermöglichte den Musiknotendruck. In dieser Phase fungierten die Druckereien als Verleger, von denen Ottaviano dei Petrucci 1498 als patentierter Erfinder des Notendrucks galt und als erster Musikverleger angesehen wird. Erhart Öglin und Peter Schöffer der Jüngere imitierten ab 1512 in Deutschland dessen Drucktechnik. 
Ersichtlich erster weltweiter Musikverlag im heutigen Sinne war der im Januar 1719 in Leipzig gegründete Verlag Breitkopf & Härtel, dem 1790 die Mainzer Schott Music folgte. Beide existieren noch heute. Der Sohn des Verlegers Bernhard Christoph Breitkopf war Johann Gottlob Immanuel Breitkopf, der den musikalischen Notensatz revolutionierte, indem er die Drucktypen in kleinere Segmente zerlegte. Im Dezember 1800 gründeten die Komponisten Franz Anton Hoffmeister und Ambrosius Kühnel in Leipzig die Edition Peters, im April 1807 entstand der Friedrich Hofmeister Musikverlag. Ein existenzielles Problem für diese ersten Musikverlage war das Fehlen eines Urheberrechts, so dass der wechselseitige Nachdruck von Notenblättern legal war. Deshalb schlossen sich im Mai 1829 insgesamt 16 deutsche Musikverlage zum „Verein der Musikverleger gegen musikalischen Nachdruck“ zusammen, der als Fachverband einzustufen ist und aus dem der „Deutsche Musikverleger-Verband (DMV)“ hervorging. Ein englisches Gesetz von 1710, das so genannte Statute of Anne, erkannte als erstes ein ausschließliches Vervielfältigungsrecht der Autoren an, die es dann an die Verleger abtraten. Nachdem die USA und Frankreich mit ähnlichen Gesetzen nachzogen, folgte Preußen 1837 mit einem entsprechenden Schutz. Die Bundesversammlung Deutscher Bund beschloss ebenfalls 1837 eine zehnjährige Schutzfrist seit Erscheinen des Werkes – 1845 auf 30 Jahre nach dem Tode des Urhebers (lateinisch post mortem auctoris) verlängert. 1870 wurde im Norddeutschen Bund ein allgemeiner Urheberrechtsschutz eingeführt, den das Deutsche Reich 1871 übernahm und später weiter ausbaute. Dadurch fanden auch Musikverlage ihren rechtlichen Platz im Rahmen des Urheberrechtes. Nach 1850 erlebte das Verlagswesen einen weiteren Aufschwung, der einerseits auf die großen Bedarf an Salon- und Tanzmusik und andererseits an neuen Drucktechniken lag, die Massenauflagen ermöglichten.
Im Oktober 1942 entstand in Nashville der Musikverlag Acuff-Rose Publications, gegründet von Country-Sänger Roy Acuff und Songwriter Fred Rose, dessen Kerngeschäft die Country-Musik war. Hill & Range wurde im Dezember 1944 von den Österreichern Joachim „Jean“ Aberbach (* 12. August 1910 in Wien; † 24. Mai 1992 New York City), Bruder Julian „Julius“ (* 8. Februar 1909 in Wien; † 17. Mai 2004 New York) und deren Vater Aron (Adolph, „Dolfi“) Aberbach (* 25. Dezember 1878 in Bolechiw; † 2. April 1959 in Hollywood) gegründet und zunächst ebenfalls hauptsächlich Hillbilly- und Country-Music sowie Folk Music in den Katalog aufnahm. Zu jener Zeit entwickelte sich im amerikanischen Musikverlagswesen der Beruf des Song-Pluggers mit der Aufgabe, Sänger und Musiker von den neuen Musiktiteln ihres Verlags zu überzeugen, damit diese die Titel in ihr Repertoire übernehmen.
Durch die Expansion der Musikindustrie insbesondere im Bereich des Massenmarkts der Unterhaltungsmusik (Popmusik) gewannen weltweit ab 1955 auch die Musikverlage erheblich an Bedeutung. Die Umsätze der Musikindustrie mit Schallplatten vervielfachten sich, wobei es zu häufigen Millionensellern kam. Die Aufgabe der Verlage wechselte vom bloßen Notendruck zur Registrierung von Copyrights bei Verwertungsgesellschaften und zum Marketing der Musikwerke bei Tonträgerunternehmen. Erfolgreiche Komponisten und Liedtexter gründeten eigene Musikverlage, um auch die dem Musikverlag zustehenden Royaltys vereinnahmen zu können. So gründeten 1956 die erfolgreichsten Autoren des Rock ’n’ Roll, Leiber/Stoller, den eigenen Musikverlag „Tiger Music“. Elvis Presley – eigentlich kein Autor – folgte mit „Elvis Presley Music“ und „Gladys Music“, die bis 1973 zu je 50 % dem größten US-Musikverlag Hill & Range gehörten. Über diese Verlage mussten die für Elvis tätigen Autoren ihre Werke anmelden. 
Dieser Strategie folgten 1963 die Autoren der meisten Beatles-Songs Lennon/McCartney auf Empfehlung von Dick James mit Northern Songs Ltd. Die Bedeutung der Musikverlage als Vermögensmasse wurde verdeutlicht, als im Februar 1965 Northern Songs einen Börsengang vornahm. Aktionäre waren nunmehr Lennon/McCartney mit jeweils 15 %, ihr Manager Brian Epstein hielt 7,5 %, George Harrison und Ringo Starr besaßen je 1,6 %, die Mehrheit von 37,5 % lag bei Dick James. Dieser verkaufte seine Anteile im März 1969 – ohne Abstimmung mit den Beatles – an den britischen Fernsehsender Associated Television (ATV), wodurch die Beatles die Verfügungsmacht über ihre Urheberrechte teilweise verloren. Als ATV seinerseits im Jahre 1985 zum Verkauf anstand, erwarb Michael Jackson die Anteile an Northern Songs für 47,5 Millionen US-Dollar. Jackson selbst stimmte 1995 einer Fusion von ATV mit Sony Music Publishing für 95 Millionen US-Dollar zu. Der Musikverlag, den Paul McCartney 1985 für 47,5 Millionen US-Dollar hätte zurück erwerben können, war nunmehr 800 Millionen US-Dollar wert, wobei Sony/ATV mittlerweile knapp 2 Millionen andere Copyrights hinzugefügt hatte.
Im Juni 1946 gründete Hans Gerig in Köln den „Bühnen- und Musikverlag Hans Gerig“ auf der Aachener Straße 333, Seine später aus 35 Einzelverlagen bestehende Verlagsgruppe avancierte zum bedeutendsten deutschen unabhängigen Musikverlag im Familienbesitz. Im Jahre 1978 verwaltete der Verlag über 30.000 Copyrights, vornehmlich Schlager und Kölner Karnevalslieder. 
Ab 1987 begann eine große Konzentrationswelle in der Musikindustrie, die zunächst die Tonträgerunternehmen und dann auch Musikverlage erfasste. Spektakuläre Unternehmenskäufe fanden im Mai 1987 durch die Warner Music Group statt, die den Musikverlag Chappell Music für 250 Millionen US-Dollar erwarb. Im Januar 1989 folgte Thorn EMI mit dem Kauf von SBK Entertainment (zu deren Katalog inzwischen die 250 von ATV verwalteten Beatles-Kompositionen gehörten) für 295 Millionen US-Dollar. Schließlich führte im Dezember 1995 die Fusion von ATV Music Publishing (die Erben von Michael Jackson) mit Sony Music Publishing zur Entstehung des damals weltweit dritt größten Musikverlags. Zu den beiden größten avancierten Music Corporation of America (MCA) und PolyGram, die sich beide wiederum im Mai 1998 zur Universal Music Group vereinigten. Im August 2000 erwarb Universal Music mit Rondor Music International einen der weltweit größten unabhängigen Musikverlage und besaß damals ein Portfolio von über einer Million Copyrights.
Nachdem Bertelsmann im Mai 2007 BMG Music Publishing an die Universal Music Group verkauft hatte und sich im August 2008 auch aus dem Joint Venture Sony/BMG durch den Verkauf des 50 %-Anteils an Sony zurückgezogen hatte, gründete Bertelsmann im Juli 2009 ein Musiverlags-Joint Venture, mit dem der Unternehmenskauf wichtiger Independent-Musikverlage finanziert wurde. Hierdurch avancierte BMG Music Publishing zum viert größten Musikverlag weltweit.
Die in Qualität wie Quantität bedeutendste archivische Überlieferung von Musikverlagen im deutschsprachigen Raum ist das Archivgut von Musikverlagen im Sächsischen Staatsarchiv – Staatsarchiv Leipzig. Sie umfasst bei über 700 laufenden Metern Gesamtumfang Archivgut aus dem Zeitraum 1800 bis 1990 und dokumentiert die nationalen wie internationalen Aktivitäten wichtiger Musikverlage wie Breitkopf & Härtel, C. F. Peters und VEB Deutscher Verlag für Musik.

## Rechtsgrundlagen
Durch den Verlagsvertrag über ein Werk der Literatur oder der Tonkunst wird der Verfasser verpflichtet, dem Verleger das Werk zur Vervielfältigung und Verbreitung für eigene Rechnung zu überlassen; der Verleger ist verpflichtet, das Werk zu vervielfältigen und zu verbreiten (§ 1 VerlG). Diese Bestimmung mit dem Rechtsbegriff „Verfasser“ zeigt, dass das Verlagsgesetz auf Buch- und Zeitungsverlage zugeschnitten ist. Dabei kann er den Vertrieb einem Dritten überlassen. Die Vervielfältigung nach § 14 VerlG überlässt der Musikverlag geschäftsüblich einem Tonträgerunternehmen. Die Bestimmung des Ladenpreises steht gemäß § 21 VerlG zwar dem Verlag zu, doch wird abweichend hiervon die Preisgestaltung für Tonträger dem Tonträgerunternehmen überlassen. Die Rechnungslegung des Musikverlages gegenüber den Urhebern hat § 24 VerlG zufolge jährlich für das vorangegangene Geschäftsjahr zu erfolgen.

## Verträge im Musikverlag
Verträge im Verlag werden häufig in drei Kategorien untergliedert: Verträge, die das Verhältnis zu anderen Institutionen und natürlichen Personen regeln, so genannte Standardverträge, Verträge über Urheberrechte und alle sonstigen Verträge. Die im Folgenden verwandten Bezeichnungen für die einzelne Verträge sind gesetzlich nicht festgeschrieben, es handelt sich jeweils um einen Vertrag sui generis.

### Standardverträge

#### Musikverlagsvertrag
Basis aller Verträge im Verlag ist der Musikverlagsvertrag, der als Austauschvertrag beiden Seiten, sowohl dem Verlag als auch dem Urheber, Haupt- und Nebenleistungspflichten auferlegt. Dies gestaltet sich häufig in der Form, dass der Urheber dazu verpflichtet wird, ein fertiges, druckreifes musikalisches Werk abzuliefern und seine Verwertungs- und Nutzungsrechte nach dem UrhG an den Verlag zur Wahrnehmung zu übertragen. Der Verlag ist verpflichtet, das Werk zu veröffentlichen. Dies bedeutet nach § 6 UrhG die Zugänglichmachung des Werkes gegenüber einer unbestimmten Öffentlichkeit. Der Verlag ist verpflichtet, das Werk bestmöglich zu verwerten und die daraus resultierenden Einnahmen ordnungs- und vertragsgemäß abzurechnen. Im Regelfall sind Urheber und Verlag Mitglieder der GEMA oder der jeweiligen national zuständigen Verwertungsgesellschaft. Rechte gemäß §§ 16–22 des Urheberrechtsgesetzes UrhG werden so zunächst von den Verwertungsgesellschaften wahrgenommen.

#### Autorenexklusivvertrag
Eine Weiterführung des Musikverlagsvertrages stellt der Autoren-Exklusivvertrag dar, welcher Urheber und Verlag auch für zukünftige Werke aneinander bindet. Mit dem Abschluss eines Autorenexklusivvertrages kann der Verlag zweierlei Motive verfolgen:
Entweder setzt der Verlag sein Vertrauen in die Talente eines noch unbekannten Künstlers und möchte sich diese über einen längeren Zeitraum, meist über 3 bis 5 Jahre, sichern. Die Regelung des § 40 UrhRG, die eine Kündigung nach 5 Jahren ermöglicht, kann mit einem Autorenexklusivvertrag nicht außer Kraft gesetzt werden. Die Rechte aller Werke, die in dieser Zeit vom Künstler geschaffen werden, verbleiben in der Regel für die gesamte Dauer der Schutzfrist im Verlag. Andererseits möchte der Verlag einen schon erfolgreichen Künstler an sich binden bzw. einkaufen. Dies wird häufig mit einer Vorschusszahlung erreicht, die sich an bisherige Erfolge des Autors oder an den zu erwartenden Einnahmen orientiert. Die Verträge verlängern sich generell so lange, wie es noch offene Vorauszahlungen zu Ungunsten des Autors gibt. Zu diesem Zwecke werden häufig die so genannten laufende Vorauszahlungen (englisch rolling advances) an eine Mindesteinbringungspflicht gekoppelt. Eine Kündigung seitens des Künstlers ist an eine Rückzahlung der noch offenen Vorauszahlungen geknüpft. Während der Vertragslaufzeit ist es dem Autor ohne die Zustimmung seines Exklusivverlages nicht gestattet, Verträge mit anderen Verlagen abzuschließen bzw. die Verwertung seiner Urheberrechte gegenüber Dritten einzuräumen. Häufig ist mit dem Abschluss eines Autorenexklusivvertrages auch die Übernahme der bereits bestehenden Werke in den Exklusivvertrag verbunden. Vorherige Werke müssen dann zumeist einem anderen Verlag abgekauft werden.

#### Co-Verlagsvertrag
Die Basis für die Zusammenarbeit mehrerer Musikverlage bildet der Co-Verlagsvertrag. Er regelt das Verhältnis zwischen zwei oder auch mehreren Verlagen, die gemeinsam ein Werk oder eine Vielzahl von Werken verlegen. Durch den Co-Verlagsvertrag wird festgehalten, welcher der beteiligten Verlage für die Auswertung bestimmter Nutzungsrechte verantwortlich ist, wer möglicherweise die Federführung innehält und wie gegen Rechtsverletzungen vorgegangen wird.

#### Editionsvertrag
Ähnlich dem Co-Verlagsvertrag gestaltet sich der so genannte Editionsvertrag, der das Verhältnis zwischen einem Verlag und einem Nicht-Verlag, häufig einem Urheber, regelt. Der Editionsvertrag stellt für den Künstler somit also eine weitere Einnahmequelle dar, da er über den Erhalt der rolling advances hinaus auch an der direkten Auswertung der Nutzungsrechte seiner Werke partizipiert. Im Innenverhältnis verhalten sich die Vertragsparteien ähnlich wie in einer GbR, im Außenverhältnis wird bei der GEMA eine so genannte Edition angemeldet, die unter dem Dach des Verlages angesiedelt ist und eine eigene Editionsnummer erhält.

#### Administrationsvertrag
Im Gegensatz zum Co-Verlagsvertrag und zum Editionsvertrag werden beim Administrationsvertrag keine Verwertungsrechte an andere Verlage oder Personen abgetreten. Durch den Administrationsvertrag wird lediglich die Verwaltung eines Verlages bzw. eines Werkkataloges an einen anderen Verlag übertragen. Der Administrationsverlag erhält die Befugnisse zur Wahrnehmung aller Rechte und zum Inkasso aller Einnahmen. Für diese Tätigkeit erhält der Verlag lediglich eine Provision, welche derzeit üblicherweise 10 Prozent der Einnahmen nicht übersteigt. Was genau als Einnahme definiert wird, regelt ebenfalls der Administrationsvertrag.

#### Subverlagsvertrag
An den Administrationsvertrag angelehnt ist der Subverlagsvertrag, den man als Administrationsvertrag für das Ausland bezeichnen könnte. Durch ihn überträgt ein Verlag seine Rechte zur Wahrnehmung im Ausland auf einen dort ansässigen Musikverlag. Der Vorteil liegt in der direkten Betreuung der Werke am jeweiligen Ort. Die Betreuung könnte auch durch eine ausländische Verwertungsgesellschaft wahrgenommen werden, allerdings würde die Ausschüttung an den Originalverlag dann nach einem vorgegebenen Verteilungsplan stattfinden. Ohne Subverleger werden die Gelder dann über Gegenseitigkeitsverträge zwischen den internationalen Verwertungsgesellschaften an den Originalverleger unter Abzug einer Auslandsprovision von ca. 20 Prozent weitergeleitet. Ein Unterfangen, das z. B. von Deutschland aus für Märkte wie Japan oder auch die USA kaum vorstellbar ist bzw. einige Zeit in Anspruch nehmen würde. Aus diesem Grund haben alle großen Verlage in annähernd jedem Land mittlerweile ihre eigenen Schwestergesellschaften, wodurch selbst der Subverlegeranteil im Vermögen des Konzerns verbleibt.

### Verträge über Leistungsschutzrechte
Die nachfolgenden Verträge sind nur relevant, wenn der Musikverlag ein produzierender Verlag ist, ansonsten werden sie typischerweise von Tonträgerunternehmen und eben nicht von Musikverlagen abgeschlossen. Leistungsschutzrechte sichern u. a. die rechtliche Stellung der ausübenden Künstler, also derjenigen, die ein Werk nicht erstellen, sondern vortragen, aufführen, arrangieren oder auch einspielen.

#### Künstlervertrag
Eine zentrale Rolle unter den Verträgen über Leistungsschutzrechte spielt der Künstlervertrag. Er regelt das Verhältnis zwischen Künstler, der nicht zwangsläufig Urheber sein muss, und Verlag. Die Grenzen zum Musikverlagsvertrag scheinen fließend, sind sie jedoch nicht, ist man sich erstmal über den rechtlichen Unterschied zwischen einem Urheber und einem Künstler im Klaren. Während es sich beim Musikverlagsvertrag um das Sichern geistigen Eigentums durch den Verlag handelt, zielt der Künstlervertrag direkt auf das z. B. physische Einspielen eines Stückes ab, eben auf eine Leistung. Als Gegenleistung erhält der Künstler die ihm vertraglich und gesetzlich zustehende Vergütung. Häufig sind diese Verträge auf einen speziellen Titel, eine bestimmte Anzahl von Titeln oder eine feste Laufzeit zugeschnitten. Je nach dem kann es sich also um eine Titelexklusivität oder um eine persönliche Exklusivität handeln. Bei Ersterem darf der Künstler in einem vereinbarten Zeitraum mit keinem anderen Vertragspartner denselben Titel einspielen. Die persönliche Exklusivität führt noch weiter und beschränkt die Leistungen des Künstlers über einen definierten Zeitraum auf einen einzigen Vertragspartner, unabhängig vom Titel.
Darüber hinaus verpflichtet sich der Künstler meist auch zur Beteiligung an Konzerten und Auftritten jeglicher Art, z. B. Promotiontermine. Rechte an der persönlichen Vermarktung können ebenfalls abgetreten werden, häufig sind hiervon Namensrechte und das Recht am eigenen Abbild betroffen (vor allem zu Merchandisingzwecken).

#### Produzentenvertrag
Neben dem Künstler ist der Produzent eines Werkes von entscheidender Bedeutung. Seine Aufgabe besteht z. B. im Arrangieren und Koordinieren der Tonaufnahmen und Einspielsequenzen. Er ist an allen Schritten bei der Erstellung des endgültigen Musikstückes beteiligt, vom ersten Einspielen eines Instrumentes bis zur Fertigstellung des Masterbandes. Im Regelfall wird er mit dem Tonträgerhersteller einen Vertrag über seine Leistungen als Klangregisseur abschließen, der so genannte Produzentenvertrag. Damit überträgt er, ähnlich wie der Künstler, seine Leistungen zur exklusiven Auswertung dem Hersteller.

#### Bandübernahmevertrag
Der Produzent hat auch die Möglichkeit, ein Werk in völliger Eigenregie zu produzieren. Alle für die Anfertigung des fertigen Mastertapes nötigen Rechte und künstlerischen Darbietungen müssen von ihm vorfinanziert werden. Das fertige Endergebnis seiner Arbeit wird an einen Verlag, Tonträgerhersteller oder auch Distributor verkauft, vorausgesetzt natürlich, der Produzent findet einen Käufer. Diesen Vorgang regelt der Bandübernahmevertrag. Üblicherweise wählen nur etablierte Stars diesen Vertragstyp, da hier das (dann geringe) Risiko eines finanziellen Fehlschlages selbst zu tragen ist, dafür aber höhere Verkaufsbeteiligungen erzielt werden.

#### Labelvertrag
Eine gesonderte Rolle unter den Verträgen über Leistungsschutzrechte spielt der Labelvertrag, der eigentlich nur eine Gestattung seitens des Verlages darstellt. Mit dem Labelvertrag wird dem Künstler oder auch Produzenten gestattet, seine Darbietungen und Leistungen unter einem eigenen Label verbreiten zu lassen. Einerseits nutzen gern etablierte Musiker diese Möglichkeit, ihre Produkte unter eigenem Namen zu veröffentlichen. Andererseits wird diese Methode häufig in Verbindung mit so genannten Majorlabels und noch relativ unabhängigen Künstlern angewandt, da sowohl der Verlag als auch der Künstler vermeiden möchten, dass die Darbietungen vom Publikum als unauthentisch eingeschätzt werden, wenn die Musik durch ein Mainstreamlabel veröffentlicht wird. Mit dem Abschluss eines Labelvertrages können Produktionen also unter den Deckmantel eines unabhängig wirkenden Labels gestellt werden, wobei die Rechte zur Herstellung, Vertrieb und Auswertung zum Großteil noch beim Majorlabel liegen.

### Sonstige Verträge
Bei anderen Verträgen, welche nicht in der Kategorie der Standardverträge und Verträge über Leistungsschutzrechte genannt wurden, handelt es sich meist um Ergänzungen bzw. Weiterführungen bereits bestehender Verträge.
Ein klassischer Vertrag, der die Rechte des Verlages erweitert, ist der Merchandising-Vertrag. Der Verlag erlangt Persönlichkeitsrechte des Künstlers, wie z. B. Namensrechte oder auch das Recht am eigenen Bild. Der Unterschied zum Künstlervertrag besteht darin, dass beim Merchandising-Vertrag die Rechte explizit und ausschließlich für die Auswertung von Merchandising-Artikeln verwandt werden.
Weitere Verträge sind z. B. der Vertrag mit einem Management, Gastspielverträge und Tourneeverträge.

## Ablauf
Komponist und Liedtexter übertragen das ihnen gemäß § 15 UrhG zustehende Vervielfältigungsrecht (§ 16 UrhG) und das Verbreitungsrecht (§ 17 UrhG) an den Musikverlag. Er meldet ihr Werk bei einer hierfür vorgesehenen Verwertungsgesellschaft (zum Beispiel in Deutschland die GEMA) an, mit der die Urheber einen Berechtigungsvertrag abschließen. Die GEMA registriert das Werk und verlangt auf gesetzlicher (§ 32 UrhG) und satzungsmäßiger Grundlage nach Veröffentlichung (§ 12 UrhG) des Musiktitels von den späteren Nutzern (Tonträgerunternehmen, Rundfunk und Fernsehen beim Airplay, Kino, Veranstalter öffentlicher Aufführungen usw.) eine Nutzungsgebühr (englisch Royaltys), die anhand eines komplexen Verteilerschlüssels über den zuständigen Musikverlag an die Urheber abgeführt wird. Für seine Dienstleistung erhält der Musikverlag einen so genannten Verlagsanteil, so dass der Verteilungsschlüssel wie folgt aussieht:
| Beteiligter | Anteil Royaltys | Anteil mechanische Vervielfältigung |
| ----------- | --------------- | ----------------------------------- |
| Komponist   | 5/12            | 30 %                                |
| Liedtexter  | 3/12            | 30 %                                |
| Musikverlag | 4/12.           | 40 %                                |

Der Musikverlag erhält tendenziell einen höheren Anteil an Royaltys als der Liedtexter. Mechanische Vervielfältigung (englisch mechanical royalties) betrifft die Datenübertragung auf Tonträger, bei Musikdownloads oder beim Musikstreaming.

## Die weltweit größten Musikverlage
Die weltweit größten Musikverlage sind:
| Name                       | Umsatzerlöse in Mrd. US-Dollar | Musiktitel in Mill. Stück |
| -------------------------- | ------------------------------ | ------------------------- |
| Sony Music Publishing      | 1,25                           | 5,46                      |
| Universal Music Publishing | 1,18                           | 4,0                       |
| Warner/Chappell Music      | 0,65                           | 1,0                       |
| BMG Rights Management      | 0,60                           | 1,9.                      |

Die Unternehmensdaten sind teilweise nicht vergleichbar. So besteht die deutsche BMG Rights Management aus den Geschäftsfeldern Plattenlabel und Musikverlag, deren Umsätze nicht im Rahmen einer Segmentierung getrennt ausgewiesen werden. Der Vergleich der drei Marktführer im Musikverlagswesen zeigt, dass Marktwachstum und Steigerung von Marktanteilen nur durch den Erwerb großer Musikkataloge wie Sony/ATVs Kauf von EMI Music Publishing erzielbar ist. Wenn, wie im Fall von Warner/Chappell, keine wirtschaftlich relevanten Akquisitionen getätigt werden, bleibt der Umsatz bestenfalls stabil. 

## Wirtschaftliche Aspekte
Wesentliche Aufgabe des Musikverlags ist es, für das registrierte Musikstück vorzugsweise Tonträgerunternehmen zu finden, die ihrerseits für die Suche nach neuen Musikstücken so genannte englisch song plugger beschäftigen. Durch Veröffentlichung eines Musiktitels (Vertrieb von Tonträgern, Musikstreaming, Musikdownloads) werden die im Kaufpreis der Tonträger enthaltenen Royaltys vom Tonträgerunternehmen an die Verwertungsgesellschaft (in Deutschland: GEMA) abgeführt, die diese Erträge an die Musikverlage weiterleitet. Einen Teil hiervon vereinnahmt der Musikverlag, den Rest leitet er an die Urheber weiter.
Infolgedessen hängen die Gewinne des Musikverlags wesentlich vom Publikumserfolg der von ihm verwalteten Musiktitel ab. Wie die Komponisten und Liedtexter partizipieren auch die Musikverlage sowohl vom Vertrieb der Tonträger (Millionenseller) als auch vom Airplay. Beim Airplay werden die Royaltys durch den Rundfunk- oder Fernsehveranstalter an die Verwertungsgesellschaft (in Deutschland: GVL) abgeführt, die wiederum die teilweise Weiterleitung vornimmt. Die Digitalisierung führte zu Umsätzen aus neuen Medien wie Klingeltönen, Online-Musik und Musik in Computerspielen.
Music Business World Wide zufolge wird das Marktvolumen des globalen Musikverlagsmarktes mit 11,34 Mrd. US-Dollar angegeben, worin US $ 7,55 Mrd. (oder 66,5 %) Lizenzzahlungen für Aufführungsrechte, US $ 1,32 Mrd. für das mechanische Recht, US $ 0,35 Mrd. für die Vergütung von Privatkopien (Leermedienabgaben) an die Mitglieder des Verwertungsgesellschaften-Dachverbandes CISAC und US $ 0,42 Mrd. für die Abgeltung des mechanischen Rechts an Nicht-CISAC-Mitglieder (z. B. die U.S. Harry Fox Agency) enthalten sind. Damit erreicht der Musikverlagsmarkt fast das Marktvolumen des weltweiten Tonträgermarkts (US-Dollar 15 Mrd.).
Der wichtigste Musikverlag Österreichs ist die Universal Edition in Wien. Der nach eigenen Angaben weltgrößte international tätige Klassik-Musikverlag ist Boosey & Hawkes.

## Verbandszugehörigkeit
Die Interessenorganisation der deutschen Musikverlage ist der Deutsche Musikverleger-Verband e. V. Weitere Verbände sind
- Deutscher Musikverleger-Verband (DMV)
- Verband Deutscher Musikschaffender (VDM).